# Маккивер, Иэн
Иэн Маккивер (англ. Ian McKeever; род. 30 ноября 1946, Уитернси, Йоркшир) — современный английский художник-абстракционист.

## Жизнь и творчество
Маккивер увлекается живописью, в 1968 году, после окончания курса по английской литературе в Лондоне. В 1970 он открывает в Лондоне свою художественную мастерскую. Художник начинает свой творческий путь с создания пейзажей и пейзажных инсталляций. Впервые выставляет свои работы на групповой выставке в Западном Берлине в 1971 году. Первая персональная выставка состоялась в том же году в Кардиффе, в Центре искусств этого города. В 1973 году проходит его первая выставка в Лондоне в Институте современного искусства (ICA). Художник экспериментирует, создавая абстракции в виде настенных панелей, картины на дверях, серии фотографических изображений своих живописных работ при различном освещении и в разных ракурсах.
В 1974 году художник переносит свою мастерскую в новое помещение в Лондоне. В 1976—1977 годах он создаёт серию работ Песок и море (Sand and Sea Series). Её первая выставка прошла в лондонской галерее Нигель Гринвуд, затем она демонстрируется в Эдинбурге и в Варшаве. В 1982—1984 годах Маккивер выпускает серию полотен Традиционные пейзажи (Traditional Landscapes), в 1986—1988 — группу коллажей История скал (A History of Rocks) из 40 картин, по одной на каждый год жизни художника. В 1990—1994 годах он создаёт серию Надверных картин (Door Paintings).
В 1989—1990 годах Маккивер и его семья живут в Западном Берлине. После их возвращения в Англию в Лондоне, в галерее Уайтчепел проходит большая ретроспектива его работ Живопись 1978—1990 (Paintings 1978—1990). С 1991 года Маккивер живёт в местечке Хартгроув в Дорсете, где пишет серию полотен Хартгроувские картины (Hartgrove Paintings)(1992—1994), а также миниатюры Hour Paintings. Из других работ мастера следует назвать его Марианна Норт (Marianne North Paintings) из 1994—1995 — четыре крупноформантых полотна, написанных для галереи Мэтт в Лондоне, и серию Четыре Квартета (Four Quartets Paintings) (2001—2007), также большого формата картины по мотивам одноимённой поэмы Томаса Стернса Элиота.
Маккивер является автором многочисленных искусствоведческих публикаций и эссе по теории живописи. Он написал вышедшее в 1996 году исследование о творчестве Эмиля Нольде, а также о русских иконах — для Британского музея, о творчестве Джорджии О’Киф, Рембрандта и др. Кроме живописи, художник активно занимался фотографией, литографией и графикой.
Произведения Маккивера можно увидеть в крупнейших художественных музеях Великобритании, США, Дании, Германии, Финляндии, Венгрии, ЮАР и др. В настоящее время мастер живёт в Дорсете и является профессором живописи на факультете искусств и архитектуры в Брайтонском университете, а также профессором по рисунку в художественной школе при Королевской академии искусств. С 2003 года Маккивер состоит членом этой Королевской академии. Читал лекции по теории живописи в Великобритании, США и Германии.
Абстрактные полотна художника ориентированы не по стандартным геометрическим правилам, они представляют упрощённые, неравномерные формы. Из тонкой цветной лазури (как правило белого, серого и чёрного, а также красного цветов) вырастают пятна, линии и капли, налагающиеся в несколько слоёв друг на друга.

## Дополнения
- Веб-сайт художника
- Биография и избранные работы И. Маккивера на сайте Королевской академии